# Jiří Haller
Jiří Haller (ur. 1 stycznia 1896 w Keblicach, zm. 21 stycznia 1971 w Pradze) – czeski bohemista, leksykograf, redaktor czasopisma „Naše řeč”. Zajmował się teorią językoznawstwa, gramatyką, krytyką językową, stylistyką, leksykografią i dydaktyką. Był istotnym propagatorem puryzmu językowego.

## Życiorys
Syn Františka Hallera, dyrektora szkoły. Ukończył gimnazjum w Roudnicy, zdając maturę z wyróżnieniem. W latach 1914–1916 studiował bohemistykę i filologię francuską na Wydziale Filozoficznym Uniwersytetu Karola w Pradze. Później pracował w szkołach średnich w Nymburku, Levicach, Uściu nad Łabą i Pradze.
We wrześniu 1929 r. został zatrudniony w Kancelarii Słownika  Języka Czeskiego. W 1931 r. został redaktorem odpowiedzialnym czasopisma „Naše řeč”, a od roku akademickiego 1931/1932 wykładał na Wydziale Filozoficznym Uniwersytetu Karola.
W 1936 r. znalazł się wśród założycieli praskiej poradni językowej. W 1938 r. wraz z Vladimírem Šmilauerem założył Koło Przyjaciół Języka Czeskiego. Jego największym dziełem był Český slovník věcný a synonymický. Współtworzył również szereg podręczników do nauki języka czeskiego.
Braty poety Miroslava Hallera.